# 都城オーバルパティオ
都城オーバルパティオ（みやこのじょうオーバルパティオ）は、宮崎県都城市にある複合商業施設。

## テナント
- 野口スポーツ - スポーツ用品
- ギフト館 トミヤ - 贈答品、器、小物等
- COTTON HOUSE･ABAB - 服地、手芸品
- Oguland - メンズ、レディース、皮革製品
- アンテナ美容 - 美容室
- 中町ワイン食堂 - レストラン